# Vampyr (jeu vidéo)
Pour les articles homonymes, voir Vampyr.
Ne doit pas être confondu avec Vampire (jeu vidéo).
Vampyr est un jeu vidéo de type action-RPG narratif développé par Dontnod Entertainment et édité par Focus Home Interactive, sorti en 2018 sur Windows, PlayStation 4 et Xbox One et sorti sur Nintendo Switch le 29 octobre 2019. Il est dirigé par Philippe Moreau et scénarisé par Stéphane Beauverger qui avait travaillé sur le premier jeu du studio français, à savoir Remember Me.

## Trame

### Synopsis
En 1918, le docteur Jonathan Reid, un éminent hématologue, revient à Londres rendre visite à sa famille après avoir été démobilisé du front pendant la Première Guerre mondiale. À la suite d'une agression dont il ne se souvient plus, il devient malgré lui un vampire. Assoiffé de sang, il s'en prend à la première personne qu'il rencontre. Malheureusement pour lui, il s'agit de sa sœur Mary qui meurt dans ses bras. C'est à ce moment que des membres de la garde de Priwen, une société secrète de chasseurs de vampires, le prennent en chasse. Après avoir trouvé un refuge, Jonathan a du mal à réaliser ce qu'il est devenu. Après que la garde de Priwen a retrouvé sa trace, Jonathan fuit vers les docks où en cherchant l’assassin d'un innocent, il rencontre le Dr Edgar Swansea, directeur du Pembroke Hospital et membre de la Confrérie du Stôle de Saint-Paul, une autre société secrète qui étudie les vampires. Swansea lui propose d'exercer dans son établissement en tant que médecin de nuit, ce qui convient tout à fait à Jonathan étant donné sa nouvelle situation. Dans un Londres ravagé, contaminé par une épidémie de grippe espagnole et tentant de se remettre de la Grande Guerre, Jonathan se retrouve tiraillé entre son côté humain et son côté vampirique, entre le fait de sauver des vies et assouvir sa soif de sang pour survivre, être un sauveur ou un prédateur.

### Personnages

#### Famille Reid
- Jonathan Reid.
- Mary Reid.
- Emelyne Reid.

#### Personnel du Pembroke hospital
- Docteur Edgar Swansea.
- Docteur Corcoran Tippets.
- Docteur Thoreau Strickland.
- Docteur Waverley Ackroyd.
- Docteur Rakesh Chadana.
- Infirmière Dorothy Crane.
- Infirmière Gwyneth Branagan.
- Infirmière Pippa Hawkins.
- Brancardier Milton Hooks.

#### Vampires
- Lady Elizabeth Ashbury.
- Lord Redgrave.
- Fergal.

#### Garde de Priwen
- Geoffrey Mac Cullum.

## Système de jeu

### Généralités
Vampyr est à la fois un action-RPG et un jeu d'enquêtes dont les choix moraux que le joueur fait en tant que vampire, peuvent transformer considérablement les différents quartiers de la capitale britannique. Le joueur peut discuter avec les nombreux habitants de la ville, découvrant leurs histoires et leurs liens, ce qui permet d'améliorer la qualité de leur sang, ce qui influe sur le nombre de points d'expérience reçus. Il peut à tout moment choisir de tuer une personne, se privant des éventuelles informations et quêtes secondaires, et provoquant l'apparition de monstres attirés par le sang dans le quartier où a eu lieu le crime.

### Les quartiers de Londres
Quatre quartiers sont jouables dans le jeu. Les choix que fera le joueur de tuer ou non les citoyens d'un quartier, influe sur la situation sanitaire de ce dernier qui peut aller de sain, stable, grave, critique et hostile, ce dernier étant le pire des états dans lequel peut se trouver un quartier. Les quartiers sont les suivants :
- Docks : un quartier pauvre, constitué de marins. On y trouve également un bar tenu par Tom Watts. Sean Hampton est le pilier de ce quartier.
- Pembroke Hospital : dernier établissement hospitalier sain de Londres tenu par le Dr Edgar Swansea qui est également le pilier. De par sa nature de vampire, Jonathan exercera en tant que médecin de nuit.
- Whitechapel : un quartier très pauvre, on y trouve pas mal de ressortissants roumains. L'infirmière principale du Pembroke Hospital, Dorothy Crane est le pilier de ce quartier.
- West End : le quartier bourgeois. On y trouve entre autres la mère de Jonathan. Aloysius Dawson est le pilier de ce quartier.

## Musique
La musique a été composée par Olivier Derivière, qui avait déjà collaboré avec Dontnod sur Remember Me, le premier titre du studio français. La majeure partie des musiques sont interprétées par le violoncelliste Éric-Maria Couturier, membre de l'Ensemble Intercontemporain.

## Accueil
- Canard PC : 6/10 (PC)[1]
- Jeuxvideo.com : 15/20 (PC)[2] - 13/20 (PS4/XBO)[3]